# Yehuda Arazi
Yehuda Arazi (Hebreeuws: יהודה ארזי) was een Israëlisch militair, politieagent en ondernemer. In Italië was hij het hoofd van het landkantoor van de Mossad Le'Aliyah Bet, een organisatie die zich voornamelijk bezighield met de illegale immigraties van Joden naar het Britse mandaatgebied Palestina. Arazi opereerde onder de codenaam Alon.

## Biografie
Yehuda Arazi werd op 27 november 1907 geboren in de Poolse stad Łódź. In 1924 immigreerde hij met zijn ouders naar Tel Aviv in het Mandaatgebied Palestina en studeerde er aan het Hebreeuwse Herzliyagymnasium. In 1931 trouwde hij met Rivka Albin. Zij kregen twee kinderen, Ruth (1932) en Dan (1941). Na zijn studie werd Arazi lid van de Hagana en van de Palestijnse Politiemacht. Hij was in 1933 als opsporingsambtenaar betrokken bij de moord op de zionistische leider Chaim Arlosoroff.

### Werkzaamheden voor de Hagana
In 1936 stuurde de Hagana Arazi in 1936 naar Polen om smokkelroutes voor militair materieel naar Palestina op te zetten. In 1943 ontvreemdde Arazi 5.000 geweren van de Britse politiemacht. De Britse regering zette een prijs op zijn hoofd, waarop Arazi twee jaar ondergedoken bleef in Palestina. In 1945 wisten hij en zijn partner Yitzhak Levy met de trein naar Egypte te ontkomen door zich voor te doen als sergeanten van de Royal Engineers. Het tweetal reisde door Noord-Afrika naar Italië, waar ze zich onder valse namen aansloten bij de Joodse Brigade van het Britse leger.
In Italië werd Arazi door de Hagana aangesteld als hoofd van het Italiaanse landkantoor van de Mossad Le'Aliyah Bet. Deze organisatie richtte zich voornamelijk op immigraties van Joodse vluchtelingen naar Palestina, in strijd met de Britse toelatingsquota zoals vastgelegd in de MacDonald White Paper. In 1946 organiseerde Arazi een succesvolle, door de Britten gedoogde emigratie waarbij 1014 Joodse vluchtelingen middels twee schepen van La Spezia naar Palestina wisten te ontkomen. Deze gebeurtenis kwam in de persberichten bekend te staan als de La Spezia-affaire. In 1947 trad hij af als hoofd van de Mossad Le'Aliyah Bet in Italië en werd opgevolgd door Ada Sereni.

### Na de onafhankelijkheidsverklaring
Na de Israëlische onafhankelijkheidsverklaring in mei 1948 werd Arazi een onafhankelijk bouwondernemer in Tel Aviv. Hij raakte bevriend met de Poolse immigrant en kunstenaar Chaim Goldberg. Goldberg maakte een fontein en verschillende beeldhouwwerken voor het Ramat Aviv Hotel dat Arazi had laten bouwen. In 25 februari 1959 stierf Arazi aan de gevolgen van een hersentumor.

## Leon Uris'Exodus
De Amerikaanse schrijver Leon Uris verwerkte elementen van de La Spezia-affaire in zijn roman Exodus, dat in 1958 verscheen. Het karakter van de hoofdpersoon, Ari Ben Kanaän, was voor een deel gebaseerd op het leven van Yehuda Arazi en op dat van Yossi Harel, de operatieleider van de reis van het immigrantenschip de Exodus.